# Sachi Amma
Sachi Amma (en japonés: 安間佐千, Amma Sachi, Utsunomiya, 23 de septiembre de 1989) es un deportista japonés que compitió en escalada.
Ganó una medalla de bronce en el Campeonato Mundial de Escalada de 2014, en la prueba de dificultad. Además, consiguió una medalla de oro en los Juegos Mundiales de 2009.

## Palmarés internacional
| Campeonato Mundial | Campeonato Mundial | Campeonato Mundial | Campeonato Mundial |
| Año                | Lugar              | Medalla            | Prueba             |
| ------------------ | ------------------ | ------------------ | ------------------ |
| 2014               | Gijón (España)     | Medalla de bronce  | Dificultad         |